# 제임스 2세 (스코틀랜드)

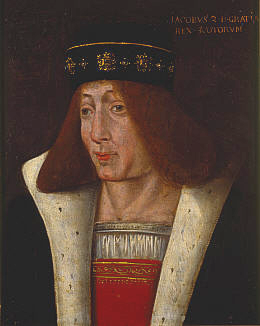
제임스 2세

제임스 2세(James II, 1430년 10월 16일~1460년 8월 3일)는 스코틀랜드의 왕(재위:1436년 3월 4일~1460년 8월 3일)이자 연방 정부를 회복한 왕으로 기억되고 있으나 너무 강력한 왕권을 휘둘러 귀족들의 말을 무시하고 자기 뜻대로만 해서 결국 귀족들의 지원을 잃고 왕과 의회와의 싸움도 제임스 2세때 시작되었다고 볼 수있지만 결국은 스코틀랜드 전역에 자신의 권력을 다진 공고히 다진 유능한 왕으로써 귀족들이 쉽게 반란을 일으키지 못했다.

## 6살에 왕위에 오르다
1430년 제임스 2세는 에든버러에서 태어났다. 유일하게 제임스만이 살아남아 1436년 부왕 제임스 1세가 음모의 단체에 암살되자 6살의 나이에 왕위를 계승했다. 초기에는 반란, 귀족들의 음모로 번번이 시달렸으나 제임스가 크면서 왕 노릇을 제대로 하자 형편은 달라지게 되었다.

## 연방 정부 회복
부왕 제임스 1세는 강력한 왕권으로 연방 정부의 세력을 굳건히 다졌다. 그러나 제임스 2세가 왕위에 오르자 그가 너무 어려 국정을 장악하지 못했기 때문에 제임스 1세가 이룩한 강력한 중앙집권은 순식간에 흔들리기 시작했다. 제임스 2세가 크자 그는 연방 정부에 관심을 보이기 시작했다. 그리고 그는 크라이턴-리빙스턴-더글러스 세 대귀족 가문을 무찔러 왕에 권세를 높였다. 그리고 제임스 2세는 1449년 헬데르란트의 메리와 결혼한 뒤 마침내 왕으로서의 왕권을 단단히 다졌다. 그리고 왕권을 너무 휘둘러 귀족들의 존경을 잃게 되고 마지막 귀족 더글러스 백작 8세가 반란을 일으켰다. 그러나 제임스 2세는 아무런 신경을 쓰지 않았다. 그리고 1452년 그는 드디어 더글러스 백작을 칼로 찔러 죽이고 말았다. 이 일로 왕과 귀족들의 사이는 더욱 벌어졌으나 국민들이 제임스 2세를 지켰기 때문에 제임스는 안심할 수 있었다. 이로써 제임스 2세 역시 연방 정부의 세력을 지켰다. 그러나 제임스 3세에게는 점점 불안 찾아오고 있었던 것이다.

## 잉글랜드 침공과 죽음
1459년 제임스 2세는 잉글랜드에 관심을 보이기 시작했다. 당시 잉글랜드는 프랑스랑 싸운 백년 전쟁에서 패배하여 나라가 큰 혼란에 빠져 있었고 장미 전쟁의 막이 올라오고 있었다. 이 틈을 타서 제임스 2세는 잉글랜드를 침공하였다. 당황한 잉글랜드는 우선 군대로 막았다. 결국 제임스는 국경지방을 공격하다가 전사하였다. 이 패배로 제임스 3세가 왕에 올랐고 결국 제임스 2세가 지킨 연방 정부는 다시 무너지고 말았다. 귀족들 중 제임스의 죽음을 슬퍼하는 사람은 아무도 없었다. 그리고 어린 제임스 3세를 이용하여 권력을 휘두르기 시작하였고 오늘날 제임스 2세는 유능한 왕으로 기억되지 않는다.